# Парламент Гани
Парламент Гани (англ.  Parliament of Ghana) — законодавчий орган Гани.

## Історія
Консультативний законодавча рада створена при губернаторі Золотого Берега в 1850 році.

## Склад
Парламент складається з однієї палати і 275 депутатів, які обираються прямим загальним голосуванням на п'ятирічний термін в мажоритарних округах.